# Scaphytopius pallidiscutus
Scaphytopius pallidiscutus är en insektsart som beskrevs av Hepner 1946. Scaphytopius pallidiscutus ingår i släktet Scaphytopius och familjen dvärgstritar. Inga underarter finns listade i Catalogue of Life.